# 桑德斯普林斯 (蒙大拿州)
桑德斯普林斯（英語：Sand Springs）是位於美國蒙大拿州加菲爾德縣的非建制地區。

## 歷史
桑德斯普林斯的郵局自1911年營運至今。

## 地理
桑德斯普林斯所處的海拔為高於海平面973米（即3192英呎），而該地所採用的時區為UTC-6，即北美山地時區（MST）。同時該地設有夏令時間，為UTC-7調快一小時，即UTC-6（MDT）。